# Љубиша Урошевић
Љубиша Урошевић (Рибаре, код Јагодине, 26. март 1920 — Букиње, код Тузле, 4. октобар 1943) био је учесник Народноослободилачке борбе и потпуковник НОВЈ.
Као артиљеријски поручник Југословенске војске учествовао је у Априлском рату 1941, а након окупације се прикључио партизанима. У току устанка у Србији, налазио се на дужности команданта Поморавског партизанског одреда. Након слома устанка, учествовао је у Санџаку у сређивању стања у партизанским јединицама.
Као способан војни руководилац био је на располагању Врховном штабу, који га је упућивао на разне дужности — командант Дурмиторског одреда, командант батаљона у Другој пролетерској бригади. Од новембра 1942. налазио се на дужностима у штабовима Четврте оперативне зоне у Далмацији, Девете далматинске и Друге пролетерске дивизије. Погинуо је на дужности начелника Штаба 16. војвођанске дивизије, када је током Прве тузланске операције упао у немачку заседу.

## Биографија
Рођен је 26. марта 1920. у Рибару, код Јагодине. У родном месту је завршио основну школу, а Нижу гимназију у Ћуприји. Потом је похађао Нижу школу Војне академије, након чега је текао чин артиљеријског потпоручника Југословенске војске. Почетка Априлског рата 1941. затекао га је у Горњем Матејевцу, код Ниша.

### Устанак у Србији 1941.
Након брзе капитулације Југословенске војске, успео је да избегне заробљавање и вратио се у родно село. Немирећи се са окупацијом земље, повезао се са комунистима који су радили на организовању устанка и прикључио им се. Када је 23. јула 1941. на Ђурђевом брду, код Јагодине, формиран Поморавски партизански одред, постављен је за његовог команданта. Како је Одред био у формирању, најпре је формирана Беличка партизанска чета, са око шесдесет бораца, а он је био њен командир. Заједно са њим, у Штабу Одреда, односно чете, као политички комесар налазио се Бошко Ђуричић, адвокат из Јагодине.
Под његовом комадом, Поморавски НОП одред је током устанка у Србији, у лето и јесен 1941, извео веише успешних акција у Поморављу, од којих се истичу — рушење железничког моста код Гиља на прузи Београд—Ниш, када је дошло до прекида саобраћаја у трајању од неколико дана; борба с Немцима и љотићевцима у селу Остриковац, код Ћуприје, када је на јуриш повео борце Сеничке партизанске чете и међу првима убацио бомбу у школску зграду, где су се налазили Немци и љотићевци, а том приликом је био и лакше рањен.
Већ у првим акцијама дошла је до изражаја његова војничка способност, па је био цењен као способан командант. Посебно се истицао у прављењу заседа и замки, којима је успевао да доскочи бројнијем и боље наоружаном непријатељу. У околини Јагодине је током 1941. успешно организовао и лично руководио са неколико успешних заседа. У Драгоселу је 7. септембра 1941. са шездесет бораца организовао заседу немачкој моторизованој колони која се из правца Крагујевца кретала према Јагодини. Том приликом убијено је троје, а заробљено седморо немачких војника, као и већа количина наоружања и друге војне опреме. Већ сутрадан, 8. септембра, на мосту код код Криве Ћуприје, са одабраном групом бораца Беличке партизанске чете, поставио је заседу колони аутомобила са Немцима, који су се из правца Багрдана кретали ка Јагодини. Када је непријатељска моторизована колона наишла на мост, партизани су из заседе отворили ватру, па је том приликом убијено 28 немачких војника, а три камиона су спаљена.
Учествовао је на саветовање Главног штаба НОП одреда Србије, одржаном 16. септембра 1941. у Дуленима, код Крагујевца. У току Прве непријатељске офанзиве, у јесен 1941, успео је да током вишедневних борби из Поморавља у Санџак доведе главнину Поморавског одреда, од 150 бораца. У овом периоду, главнина партизанских јединица из западне Србије и Шумадије, под притиском надмоћнијих непријатељских снага, била је приморана на повлачење. Приликом реорганизације партизанских јединица, у рејону Кокиног Борда, почетком децембра 1941, од бораца Другог шумадијског и Поморавског партизанског одреда формиран је Шумадијски батаљон, а за његовог команданта је постављен Урошевић. Приликом сређивања стања у реорганизованим партизанским јединицама организовао је стражарску обуку и наставу гађања, који је лично контролисао.

### Након Прве непријатељске офанзиве 1942.
Његове војничке способности биле су запажене од стране партзанских руководиоца, па је почетком јануара 1942. повучен је у Српско-санџачки штаб, који је био формиран од чланива Главног штаб НОП одреда Србије и Главног штаба НОП одреда Санџака. Неколико месеци касније, стављен је на располгање Врховном штабу НОП и ДВЈ, где је радио на оперативним пословима. Маја 1942. током боравка Врховног штаба на Дурмитору, привремено је преузео дужност команданта Дурмиторског партизанског одреда, а јуна 1942. приликом поласка главнине партизанских снага у Босанску крајину, упућен је на дужност команданта Првог батаљона Друге пролетерске ударне бригаде, уместо погинулог Радослава Ковачевића Буђонија. Под његовом командом, борци Првог ужичког батаљона су током похода пролетерских бригада, водили успешне борбе приликом уништења непријатељских бункера на прузи Мостар—Сарајево и упоришта у долини Врбас, као и приликом напада на Купрес и заузимања Мркоњић Град.
Након ослобођења Мркоњић Града, извршена је кадровска реорганизација у Штабу Друге пролетерске бригаде, као и штабовима њених батаљона. Тада је из бригаде повучена група војно-политичких руководилаца, који су упућени на друге задатке. Дужност команданта Првог батаљона Урошевић је предао Ратку Софијанићу, ранијем команданту бригаде.

### На штабним дужностима 1942—1943.
Доласком Врховног штаба и пролетерских бригада у Босанску крајину, као и стварањем слободне територије познате као Бихаћка република, новембра 1942. почела је нова етапа у развоју Народноослободилачке војске Југославије (НОВЈ). Урошевић је тада упућен у Далмацију, где је преузео дужност начелника Штаба Четврте оперативне зоне Главног штаба НОВ и ПО Хрватске. Ову дужност предао је децембра 1942. Велимиру Шкорпику, пошто је био план да врати у Врховни штаб, ради формирања артиљеријске школе за нижи командни кадар. Како је и даље остао у Штабу зоне, обављао је дужност заменика начелника. Ову дужност наставио је да обавља и након формирања Штаба Девете далматинске дивизије, фебруара 1943. године.
Током Четврте непријатељске офанзиве, односно битке на Неретви, дивизија је у околини Имотског и у западној Херцеговини водила одбрамбене борбе против четника и Немаца. Након пребацивања преко Неретве, Врховни штаб НОВ и ПОЈ је дивизију ангажовао за пренос рањеника преко планине Прењ и заштиту Централне болнице, што је изазвало епидемију тифуса, који је значајно умањио бројност јединица дивизије. Ослобођењем Невесиња, дивизија је осатала у Невесињском пољу, ради одбијања непрекидних италијанско-четничких напада. Услед умањеног бројног стања и борбене ефикасности дивизија је срдином априла расформирана, а њено људство упућено у друге јединице. Урошевић је тада стављен на распологање Врховном штабу, који га је у периоду мај—јун 1943, током Пете непријатељске офанзиве, односно битке на Сутјесци, распоредио на дужност помоћника начелника Штаба Друге пролетерске дивизије.
Када је 2. јула 1943. формирана Шеснаеста војвођанска дивизија постављен је за начелника Штаба. Заједно са њим, у Штабу дивизије су били командант и политички комесар — Данило Лекић Шпанац и Стефан Митровић. Након формирања, јединице дивизије су у учествовале у борбама у источној Босни, где су 5. јула ослободиле Зворник, 10. августа Бијељину, 11. септембра Власеницу, 16. септембра Босанску Рачу, 24. септембра поново Бијељину и 29. септембра поново Зворник. Заједно са снагама Трећег босанског корпуса, Шеснаеста дивизија је од 29. септембра учествовала у Првој тузланској операцији.

### Погибија
Након ослобођења Тузле, Љубиша Урошевић је 4. октобра 1943 кренуо аутомобилом из Тузле за Добрњу у Штаб Трећег корпуса на састанак. У међувремену, група Немаца се убацила иза партизанских положаја и поставила заседу на раскрсници пута који из Букиња води за Добрњу. Немци су пропустили аутомобил са обезбеђењем, а дочекали ауто у којем су били Љубиша Урошевић, начелник Штаба Трећег корпуса Јован Вукотић, заменик политичког комесара Мајевичког одреда и шофер. Од првих хитаца погинули су шофер и заменик комесара, док су Вукотић и Урошевић, иако рањени, успели да искоче из кола. Убрзо их је сустигао један борац из пратње, па су једно време наставили заједно. Како је Урошевић био рањен у стомак и доста искрварио, своју опрему са документима предао је пратиоцу и упутио га у Штаб корпуса, а задржао само откочен пиштољ. Када се овај борац са десетином вратио нису га нашли.
Имао је чин потпуковника НОВЈ.
Указом Председништва АВНОЈ-а постхумно је 6. јула 1945. одликован Орденом заслуга за народ првог реда.
Основна школа у Рибару носи његово име.